# Bistum Hải Phòng

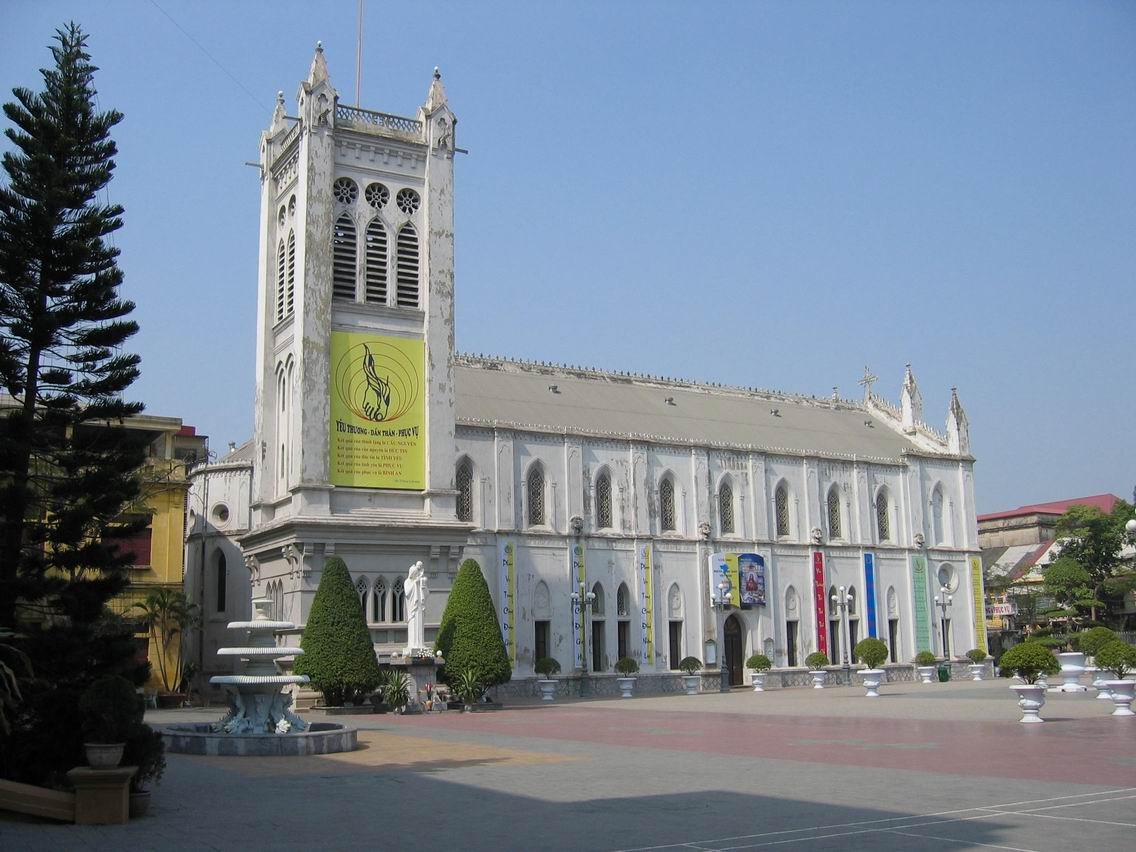
Kathedrale in Hải Phòng

Das Bistum Hải Phòng (lat.: Dioecesis Haiphongensis, vietnamesisch: Giáo phận Hải Phòng) ist eine in Vietnam gelegene römisch-katholische Diözese mit Sitz in Hải Phòng.

## Geschichte
Papst Innozenz XI. gründete das Apostolische Vikariat Osttonking am 24. Juli 1678 aus Teilung des Apostolischen Vikariats Tonking in Osttonking und Westtonking.
Am 5. September 1848 verlor es Teile seines Territoriums an das Apostolische Vikariat Zentraltonking, am 1. Juni 1883 an das Apostolische Vikariat Nordtonking und am 15. April 1901 an das Apostolische Vikariat Küstentonking.
Am 3. November 1924 nahm es den Namen Apostolisches Vikariat Hải Phòng an. Mit der Apostolischen Konstitution Venerabilium Nostrorum wurde es am 24. November 1960 zum Bistum erhoben.

## Ordinarien

### Apostolische Vikare von Osttonking
- François Deydier MEP, 25. November 1678–1. Juli 1693
- Raimondo Lezzoli OP, 20. Oktober 1696–18. Januar 1706
- Juan a Santa Cruz OP, 3. April 1716–14. August 1721
- Thomas Bottaro a Sextris OP, 14. August 1721–8. August 1737
- Hilario a Jesu Costa OAD, 8. April 1737–1740
- Santiago Hernánde OP, 13. August 1757–6. Februar 1777
- Manuel Obellar OP, 29. Januar 1778–7. September 1789
- Feliciano Alonso OP, 1. Oktober 1790–2. Februar 1799
- Ignacio Delgado OP, 2. Februar 1799–12. Juli 1838
- Jerónimo Hermosilla OP, 2. August 1839–1. November 1861
- Hilarión Alcázar OP, 1. November 1861–15. Oktober 1870
- Antonio Colomer OP, 30. Januar 1871–1. Juni 1883, dann Apostolischer Vikar von Nordtonking
- José Terrés OP, 29. Mai 1883–2. April 1906
- Nicasio Arellano OP, 11. April 1906–14. April 1919
- Francisco Ruiz de Azúa Ortiz de Zárate OP, 14. April 1919–3. Dezember 1924

### Apostolische Vikare von Hải Phòng
- Francisco Ruiz de Azúa Ortiz de Zárate OP, 3. Dezember 1924–22. Mai 1929
- Alejandro García Fontcuberta OP, 31. Mai 1930–14. Februar 1933
- Francisco Gómez de Santiago OP, 18. Februar 1933–1952
- Joseph Truong-cao-Dai OP, 8. Januar 1953–1960

### Bischöfe von Hải Phòng
- Pierre Khuât-Vañ-Tao, 24. November 1960–19. August 1977
- Joseph Nguyên Tùng Cuong, 10. Januar 1979–10. Februar 1999
- Joseph Vu Van Thien, 26. November 2002–17. November 2018, dann Erzbischof von Hanoi
- Vincent Nguyên Van Ban, seit 19. März 2022